# No Surrender (2010)
No Surrender (2010) – gala wrestlingu zorganizowana przez amerykańską federację Total Nonstop Action Wrestling (TNA). Odbyła się 5 września 2010 w Impact Zone w Orlando na Florydzie. Była to szósta gala z cyklu No Surrender oraz dziewiąte wydarzenie pay-per-view TNA w 2010 roku.
Karta wydarzenia składała się z ośmiu walk.

## Wyniki walk
Zestawienie zostało opracowane na podstawie źródeł:
| Nr                                 | Wyniki | Stypulacje | Czas  |
| ---------------------------------- | --- | --- | ----- |
| 1                                  | The Motor City Machine Guns (c) (Alex Shelley i Chris Sabin) pokonali Generation Me (Max Buck i Jeremy Buck) | Tag Team match o TNA World Tag Team Championship                                                                             | 12:51 |
| 2                                  | Douglas Williams (c) pokonał Sabu                                                                            | Singles match o TNA X Division Championship                                                                                  | 11:13 |
| 3                                  | Velvet Sky (z Angeliną Love) pokonała Madison Rayne (z Tarą)                                                 | Singles match | 4:43  |
| 4                                  | Abyss pokonał Rhino                                                                                          | Falls Count Anywhere match                                                                                                   | 12:40 |
| 5                                  | Jeff Jarrett i Samoa Joe pokonali Stinga i Kevina Nasha poprzez nokaut                                       | Tag Team match | 6:12  |
| 6                                  | A.J. Styles pokonał Tommy’ego Dreamera                                                                       | „I Quit” match | 16:30 |
| 7                                  | Kurt Angle vs. Jeff Hardy zakończyło się remisem                                                             | Singles match Półfinał turnieju o TNA World Heavyweight Championship W przypadku przegranej Angle musiałby zakończyć karierę | 30:00 |
| 8                                  | Mr. Anderson pokonał D’Angelo Dinero                                                                         | Singles match Półfinał turnieju o TNA World Heavyweight Championship                                                         | 17:22 |
| (c) – mistrz/mistrzyni przed walką | | |       |